# 南宮大社
南宮大社（なんぐうたいしゃ）是位在日本岐阜縣不破郡垂井町的神社，為式內社（名神大社）、美濃國一宮、舊社格為國幣大社（現神社本廳的別表神社），作為全國之鑛山、金屬業之總本宮而受到深厚的信仰。

## 關連項目
- 大領神社：南宮大社之攝社、美濃國二宮。

## 外部連結
- （日語）南宮大社 （页面存档备份，存于）